# Michael Seymour (1768)
Pour son fils portant le même nom et également amiral, voir Michael Seymour (1802)
Pour les articles homonymes, voir Seymour (patronyme).
Michael Seymour, 1er baronnet, né le 8 novembre 1768 dans le comté de Limerick et mort le 9 juillet 1834 à Rio de Janeiro, est un amiral de la Royal Navy.
Il participe aux guerres de la Révolution française (bataille du 13 prairial an II) et aux guerres napoléoniennes.
Son fils, également prénommé Michael, obtiendra également le grade d'amiral dans la Royal Navy. Il prend part à la guerre de Crimée et dirige la flotte britannique dans plusieurs batailles de la seconde guerre de l'opium.